# 2021 PH27
2021 PH27とは、アティラ群に属する地球近傍小惑星である。2021年8月13日にNOIRLabのセロ・トロロ汎米天文台でダークエネルギー・サーベイのDECam撮像装置を使ってスコット・S・シェパードが発見した。2021 PH27は、2021年現在、既知の小惑星の中で最も小さい軌道長半径と最も短い公転周期を持っている。絶対等級が17.7であることから、直径は1キロメートルよりも大きいと予想されている。

## 発見
2021 PH27は、2021年8月13日にセロ・トロロ汎米天文台でダークエネルギーサーベイのDECam撮像装置を使ってスコット・S・シェパードが発見した。観測は、太陽からの離角が低い位置にある未発見の小惑星を発見するために薄明に行われた。小惑星は見かけの等級19で発見され、太陽の離角は37度であった。その後、v13aug1という一時的な指定で小惑星センターの地球近傍天体確認ページに報告された。5日間に渡り、ラスカンパナス天文台、ラス・クンブレス天文台グローバル望遠鏡ネットワーク、SONEAR、iTelescopeをはじめとする様々な天文台でフォローアップ観測が行われた。その後、この小惑星は小惑星センターによって2021 PH27と暫定的に仮符号が指定され、2021年8月21日に発表された。

## 軌道と分類
2021 PH27は、太陽の周囲を0.13–0.79天文単位（軌道長半径は0.46天文単位）の距離で4か月（114日）で軌道を1周する。その軌道は、黄道に対して軌道離心率が0.71、軌道傾斜角が32度である。近日点距離が1.3天文単位未満であるため、地球近傍天体（NEO）に分類される。また、アティラ群のNEOカテゴリに分類され、その軌道は太陽から1天文単位の地球の軌道内に完全に収まっている。その軌道は水星と金星の軌道を横切り、名目上それぞれ0.11天文単位と0.015天文単位の最小交差距離を持っている。

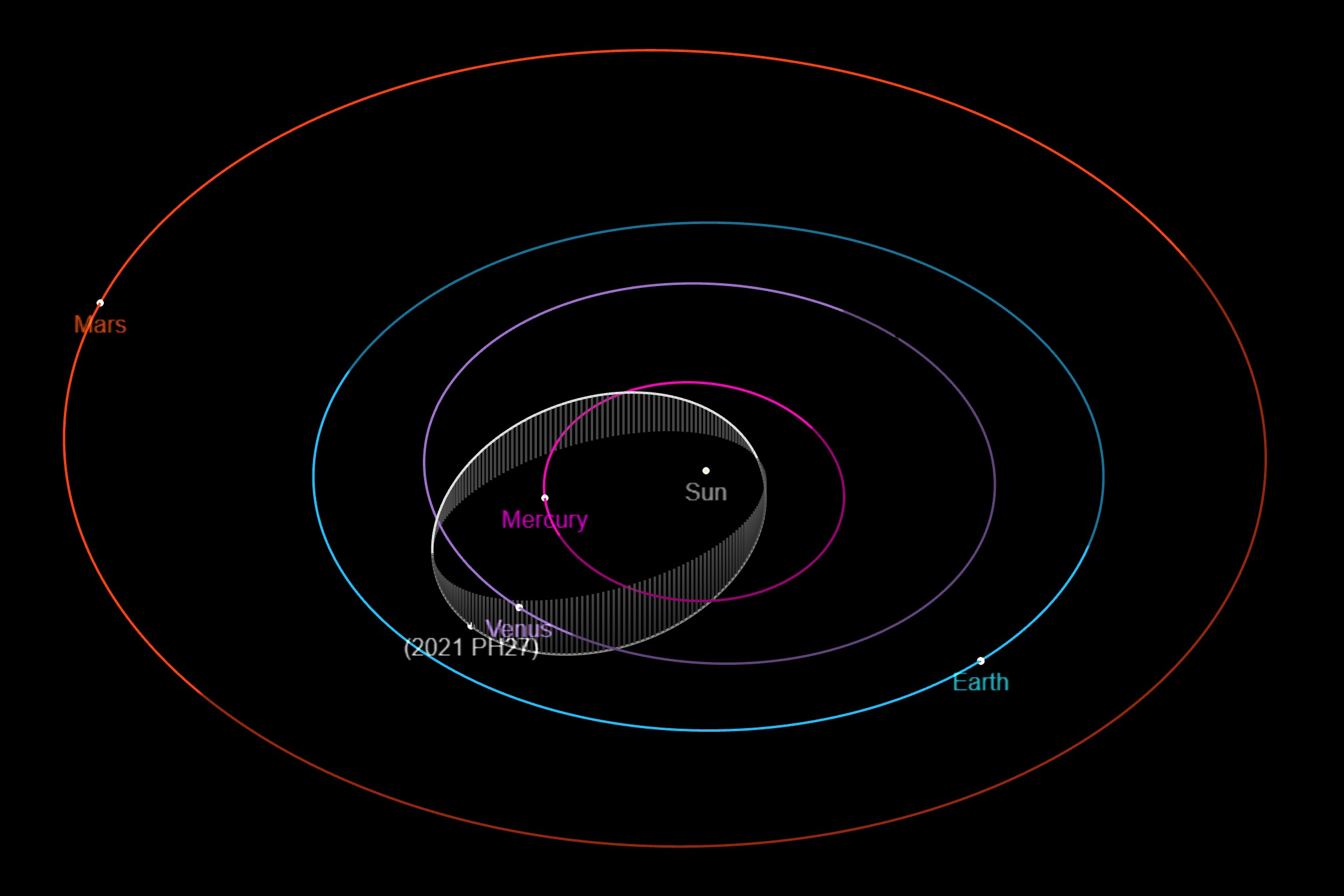
太陽の内側の惑星の軌道との軌道を比較した斜視図

2021年現在、2021 PH27は、2019 LF6や2020 AV2に代わって既知の小惑星の中で最も小さい軌道長半径（0.46天文単位）と最も短い公転周期（114日）の記録を保持している（0.56天文単位、151日の記録を更新）。ちなみに、水星の軌道長半径は0.39天文単位で、公転周期は88日である。
2021 PH27の観測アークは5日間のみであるため、軌道に関するデータは詳細なものではなく、不確定パラメータは9と高い。2021 PH27が近日点に近づき、2021年10月に太陽との合に入るまでに軌道の不確実性を抑制するためには、更なる観測が必要であり、その間は太陽との離角が20度以下では観測できなくなる。2022年に2021 PH27が合を抜けると、その位置の不確実性は数千秒にもなり、見失った小惑星となってしまう。